# G-20 topmødet i Rusland 2013
G-20 topmødet i Rusland 2013 var det ottende møde for regeringscheferne i G20. Topmødet foregik i Konstantin Paladset, Sankt Petersborg, Rusland fran den 5 til den 6 september 2013.

## Deltagende statsledere
- Argentina
Cristina Fernández de Kirchner, Præsident
- Australien
Bob Carr, Udenrigsminister
- Brasilien
Dilma Rousseff, Præsident
- Canada
Stephen Harper, Premierminister
- Kina
Xi Jinping, Præsident
- Frankrig
François Hollande, Præsident
- Tyskland
Angela Merkel, Kansler
- Indien
Manmohan Singh, Premierminister
- Indonesien
Susilo Bambang Yudhoyono, Præsident
- Italien
Enrico Letta, Premierminister
- Japan
Shinzo Abe, Premierminister
- Mexico
Enrique Peña Nieto, Præsident
- Rusland
Vladimir Putin, Præsident
- Saudi-Arabien
Abdullah, Regent
- Sydafrika
Jacob Zuma, Præsident
- Sydkorea
Park Geun-hye, Præsident
- Tyrkiet
Recep Tayyip Erdoğan, Premierminister
- Storbritannien
David Cameron, Premierminister
- USA
Barack Obama, Præsident
- Europæiske Union
Herman Van Rompuy, EU's præsident
- Europæiske Union
José Manuel Barroso, Europa-Kommissionsformand

### Inviterede gæster
- Spanien
Mariano Rajoy, Regeringspræsident
- Brunei
Hassanal Bolkiah, Sultan og formand for ASEAN
- Etiopien
Hailemariam Desalegn, Premierminister
- Singapore
Lee Hsien Loong, Premierminister
- Kasakhstan
Nursultan Nazarbayev, Præsident
- Senegal
Macky Sall, Præsident
- Schweiz
Ueli Maurer, Præsident